# Antônio Rogério Nogueira
Antônio Rogério Nogueira (Vitória da Conquista, Bahía; 2 de junio de 1976) es un artista marcial mixto brasileño retirado que compitió en la categoría de peso semipesado en PRIDE Fighting Championships y Ultimate Fighting Championship. Es el hermano gemelo del conocido campeón de peso pesado de PRIDE y UFC, Antônio Rodrigo Nogueira.

## Carrera en artes marciales mixtas

### Ultimate Fighting Championship
El 28 de agosto de 2009, Dana White confirmó que Nogueira había firmado un contrato con el UFC. Nogueira hizo su debut en UFC 106 en contra Luiz Cané. Nogueira hizo un rápido trabajo y lo derribó con un gancho de izquierda antes de acabar con él en la lona a los 1:56 de la primera ronda.
Nogueira fue programado para enfrentarse a Brandon Vera en UFC 109. Sin embargo, Nogueira se tuvo que retirar de la tarjeta por una fractura en el tobillo sufrida durante un entrenamiento.
Su siguiente pelea sería contra el excampeón de peso semipesado Forrest Griffin en UFC 114. Sin embargo, Griffin se retiró de la pelea debido a una lesión en el hombro. Nogueira a su vez peleó contra Jason Brilz. En una controvertida decisión dividida, en la que Brilz parecía controlar la duración de la pelea, Nogueira fue declarado el ganador.
Nogueira se enfrentó al invicto ganador del TUF 8 Ryan Bader, el 25 de septiembre de 2010 en UFC 119. Nogueira perdió la pelea por decisión unánime.
Nogueira esperaba pelear con Tito Ortiz el 26 de marzo de 2011 en UFC Fight Night 24. Sin embargo, Ortiz sufrió un corte mientras entrenaba para su combate con Nogueira  y se vio obligado a retirarse de la pelea. Ortiz fue reemplazado por Phil Davis. Nogueira perdió por decisión unánime (30-27, 30-27, 30-27).
Nogueira se enfrentó al excampeón de peso semipesado de UFC Tito Ortiz el 10 de diciembre de 2011 en UFC 140. Nogueira ganó la pelea por nocaut técnico en la primera ronda.
Nogueira se enfrentó al excampeón de peso semipesado de UFC Rashad Evans el 2 de febrero de 2013 en UFC 156. La pelea transcurrió de pie la mayor parte del tiempo sin ninguna acción clara por parte de ningún combatiente. Nogueira ganó la pelea por decisión unánime.
Nogueira se enfrentó a Anthony Johnson el 26 de julio de 2014 en UFC on Fox 12. Nogueira perdió la pelea por nocaut técnico a los 44 segundos del comienzo.
El 1 de agosto de 2015, Nogueira se enfrentó a Maurício Rua en UFC 190. Nogueira perdió la pelea por decisión unánime. Tras el evento, ambos peleadores ganaron el premio a la Pelea de la Noche.
El 14 de mayo de 2016, Nogueira se enfrentó a Patrick Cummins en UFC 198. Nogueira ganó la pelea por nocaut técnico en la primera ronda.
Una pelea con Alexander Gustafsson fue programado por una tercera vez y se espera que tenga lugar el 19 de noviembre de 2016 en UFC Fight Night 100. Sin embargo, pocos días después de que la pelea fuera anunciada, Gustafsson se retiró de la pelea citando una lesión. A su vez, fue sustituido por Ryan Bader. Perdió la pelea por KO en la tercera ronda.
Nogueira enfrentaría a Jared Cannonier el 16 de diciembre de 2017 en UFC on Fox 26. Sin embargo, fue retirado de la pelea el 19 de octubre de 2017 luego de ser señalado por la USADA por una posible violación. El 24 de abril de 2018 Nogueira fue absuelto del uso intencional de drogas que mejoran el rendimiento (PED) por la USADA, ya que Nogueira supuestamente había tomado un suplemento contaminado que contenía hidroclorotiazida de las farmacias de compuestos en Brasil.
En su primera pelea desde que regresó de una lesión y suspensión, Nogueira se enfrentó a Sam Alvey el 22 de septiembre de 2018 en UFC Fight Night 137. Ganó la pelea por nocaut en la segunda ronda. Tras el combate, recibió el premio a la Actuación de la Noche.

## Vida personal
Antônio y su esposa tuvieron a su primera hija el 25 de enero de 2010.

## Campeonatos y logros

### Boxeo
| Estado  | Año  | Campeonato              | Peso        | Ubicación               |
| ------- | ---- | ----------------------- | ----------- | ----------------------- |
| Ganador | 2006 | Campeonato Brasileño    | Superpesado | Brasil                  |
| Ganador | 2006 | Campeonato Sudamericano | Superpesado | Buenos Aires, Argentina |
| Ganador | 2007 | Campeonato Brasileño    | Superpesado | Brasil                  |
| Tercero | 2007 | XV Juegos Panamericanos | Superpesado | Río de Janeiro, Brasil  |

### Artes marciales mixtas
- Ultimate Fighting Championship
  - Pelea de la Noche (dos veces)
  - Actuación de la Noche (una vez)
  - KO de la Noche (una vez)

- Sherdog
  - Pelea del Año (2005) vs. Maurício Rua el 26 de junio.

## Récord en artes marciales mixtas
| Récord profesional | Récord profesional | Récord profesional |
| 33 peleas          | 23 victorias       | 10 derrotas        |
| ------------------ | ------------------ | ------------------ |
| Nocaut             | 8                  | 4                  |
| Sumisión           | 6                  | 0                  |
| Decisión           | 9                  | 6                  |

| Resultado | Récord | Oponente             | Método                              | Evento                                 | Fecha                    | Ronda | Tiempo | Localización          | Notas                                              |
| --------- | ------ | -------------------- | ----------------------------------- | -------------------------------------- | ------------------------ | ----- | ------ | --------------------- | -------------------------------------------------- |
| Derrota   | 23–10  | Maurício Rua         | Decisión (dividida)                 | UFC on ESPN: Whittaker vs. Till        | 26 de julio de 2020      | 3     | 5:00   | Abu Dabi              |                                                    |
| Derrota   | 23–9   | Ryan Spann           | KO (golpes)                         | UFC 237                                | 11 de mayo de 2019       | 1     | 2:07   | Río de Janeiro        |                                                    |
| Victoria  | 23–8   | Sam Alvey            | TKO (golpes)                        | UFC Fight Night: Santos vs. Anders     | 22 de septiembre de 2018 | 2     | 1:00   | Sao Paulo, Brasil     | Actuación de la Noche.                             |
| Derrota   | 22–8   | Ryan Bader           | TKO (golpes)                        | UFC Fight Night: Bader vs. Nogueira 2  | 19 de noviembre de 2016  | 3     | 3:51   | Sao Paulo             |                                                    |
| Victoria  | 22–7   | Patrick Cummins      | TKO (golpes)                        | UFC 198                                | 14 de mayo de 2016       | 1     | 4:52   | Curitiba              |                                                    |
| Derrota   | 21–7   | Maurício Rua         | Decisión (unánime)                  | UFC 190                                | 1 de agosto de 2015      | 3     | 5:00   | Río de Janeiro        | Pelea de la Noche.                                 |
| Derrota   | 21–6   | Anthony Johnson      | TKO (golpes)                        | UFC on Fox: Lawler vs. Brown           | 26 de julio de 2014      | 1     | 0:44   | San José, California  |                                                    |
| Victoria  | 21–5   | Rashad Evans         | Decisión (unánime)                  | UFC 156                                | 2 de febrero de 2013     | 3     | 5:00   | Las Vegas, Nevada     |                                                    |
| Victoria  | 20–5   | Tito Ortiz           | TKO (codazos y puñetazos al cuerpo) | UFC 140                                | 10 de diciembre de 2011  | 1     | 3:15   | Toronto               |                                                    |
| Derrota   | 19–5   | Phil Davis           | Decisión (unánime)                  | UFC Fight Night: Nogueira vs. Davis    | 26 de marzo de 2011      | 3     | 5:00   | Seattle, Washington   |                                                    |
| Derrota   | 19–4   | Ryan Bader           | Decisión (unánime)                  | UFC 119                                | 25 de septiembre de 2010 | 3     | 5:00   | Indianápolis, Indiana |                                                    |
| Victoria  | 19–3   | Jason Brilz          | Decisión (dividida)                 | UFC 114                                | 29 de mayo de 2010       | 3     | 5:00   | Las Vegas, Nevada     | Pelea de la Noche.                                 |
| Victoria  | 18–3   | Luiz Cané            | TKO (golpes)                        | UFC 106                                | 21 de noviembre de 2009  | 1     | 1:56   | Las Vegas, Nevada     | KO de la Noche.                                    |
| Victoria  | 17–3   | Dion Staring         | Sumisión (triangle choke)           | Jungle Fight 14: Ceará                 | 9 de mayo de 2009        | 3     | 3:30   | Fortaleza             |                                                    |
| Victoria  | 16–3   | Vladimir Matyushenko | KO (rodillazo)                      | Affliction: Day of Reckoning           | 24 de enero de 2009      | 2     | 4:26   | Anaheim, California   |                                                    |
| Victoria  | 15–3   | Moise Rimbon         | Decisión (unánime)                  | World Victory Road Presents: Sengoku 6 | 1 de noviembre de 2008   | 3     | 5:00   | Saitama               |                                                    |
| Victoria  | 14–3   | Edwin Dewees         | TKO (golpes)                        | Affliction: Banned                     | 19 de julio de 2008      | 1     | 4:06   | Anaheim, California   |                                                    |
| Victoria  | 13–3   | Todd Gouwenberg      | TKO (rodillazos y golpes)           | HCF: Destiny                           | 1 de febrero de 2008     | 2     | 4:34   | Calgary               |                                                    |
| Derrota   | 12–3   | Rameau Sokoudjou     | KO (golpe)                          | PRIDE 33                               | 24 de febrero de 2007    | 1     | 0:23   | Las Vegas, Nevada     |                                                    |
| Victoria  | 12–2   | Alistair Overeem     | TKO (parada del equipo)             | PRIDE Critical Countdown Absolute      | 1 de julio de 2006       | 2     | 2:13   | Saitama               |                                                    |
| Derrota   | 11–2   | Maurício Rua         | Decisión (unánime)                  | PRIDE Critical Countdown 2005          | 26 de junio de 2005      | 3     | 5:00   | Saitama               | Cuartos de final del PRIDE GP 2005 de Peso Medio.  |
| Victoria  | 11–1   | Dan Henderson        | Sumisión (armbar)                   | PRIDE Total Elimination 2005           | 23 de abril de 2005      | 1     | 8:05   | Osaka                 | Ronda de Apertura del PRIDE GP 2005 de Peso Medio. |
| Victoria  | 10–1   | Alistair Overeem     | Decisión (unánime)                  | PRIDE 29                               | 20 de febrero de 2005    | 3     | 5:00   | Saitama               |                                                    |
| Victoria  | 9–1    | Kazuhiro Nakamura    | Decisión (dividida)                 | PRIDE Bushido 4                        | 19 de julio de 2004      | 2     | 5:00   | Nagoya                |                                                    |
| Victoria  | 8–1    | Alex Stiebling       | Decisión (unánime)                  | Gladiator FC Day 1                     | 26 de junio de 2004      | 3     | 5:00   | Seúl                  |                                                    |
| Victoria  | 7–1    | Kazushi Sakuraba     | Decisión (unánime)                  | PRIDE Shockwave 2003                   | 31 de diciembre de 2003  | 3     | 5:00   | Saitama               |                                                    |
| Victoria  | 6–1    | Kazuhiro Nakamura    | Sumisión (armbar)                   | PRIDE 25                               | 16 de marzo de 2003      | 2     | 3:49   | Yokohama              |                                                    |
| Victoria  | 5–1    | Guy Mezger           | Decisión (dividida)                 | PRIDE 24                               | 22 de diciembre de 2002  | 3     | 5:00   | Fukuoka               |                                                    |
| Victoria  | 4–1    | Tsuyoshi Kohsaka     | Decisión (unánime)                  | DEEP 2001: 6th Impact                  | 7 de septiembre de 2002  | 3     | 5:00   | Tokio                 |                                                    |
| Derrota   | 3–1    | Vladimir Matyushenko | Decisión (unánime)                  | UFO Legend                             | 8 de agosto de 2002      | 3     | 5:00   | Tokio                 |                                                    |
| Victoria  | 3–0    | Yusuke Imamura       | Sumisión técnica (guillotine choke) | PRIDE 20                               | 28 de abril de 2002      | 1     | 0:35   | Yokohama              |                                                    |
| Victoria  | 2–0    | Jim Theobald         | Sumisión (armbar)                   | HooknShoot Overdrive                   | 9 de marzo de 2002       | 1     | 4:59   | Evansville, Indiana   |                                                    |
| Victoria  | 1–0    | Katsuhisa Fujii      | Sumisión técnica (armbar)           | DEEP 2001: 2nd Impact                  | 20 de marzo de 2001      | 1     | 3:59   | Yokohama              |                                                    |